# Municipio de Pea Ridge
El municipio de Pea Ridge (en inglés: Pea Ridge Township) es un municipio ubicado en el condado de Brown en el estado estadounidense de Illinois. En el año 2010 tenía una población de 188 habitantes y una densidad poblacional de 1,95 personas por km².

## Geografía
Según la Oficina del Censo de los Estados Unidos, el municipio tiene una superficie total de 96.63 km², de la cual 96,63 km² corresponden a tierra firme y (0 %) 0 km² es agua.

## Demografía
Según el censo de 2010, había 188 personas residiendo en el municipio de Pea Ridge. La densidad de población era de 1,95 hab./km². De los 188 habitantes, el municipio de Pea Ridge estaba compuesto por el 100 % blancos. Del total de la población el 0 % eran hispanos o latinos de cualquier raza.